# Neoneurus masneri
Neoneurus masneri är en stekelart som beskrevs av Shaw 1992. Neoneurus masneri ingår i släktet Neoneurus och familjen bracksteklar. Inga underarter finns listade i Catalogue of Life.